# Tadeusz Bilewicz
Tadeusz Bilewicz – polski „Sprawiedliwy wśród Narodów Świata”.

## Życiorys
W trakcie II wojny światowej Tadeusz Bilewicz mieszkał w miejscowości Podłęże (dystrykt krakowski, dziś woj. małopolskie). Działał w podziemiu jako członek konspiracyjnej Polskiej Partii Socjalistycznej. Będąc równocześnie działaczem krakowskiego oddziału "Żegoty", dostarczał pieniądze Żydom ukrywającym się po aryjskiej stronie Krakowa. Pomagał im w znalezieniu schronienia, przemycał uciekinierów. Szybko dał się poznać jako specjalista od ucieczek przez granicę. W lutym 1944 r. przemycił na Słowację aż trzy grupy żydowskich zbiegów. Bilewicz zasłynął zwłaszcza pomagając przenieść się do Krakowa doktorowi Michałowi Maksymilianowi Borwiczowi (Boruchowiczowi), który uciekł z obozu Janowskiego we Lwowie. 
Ukrywał w swoim domu Żydówkę – panią Morgenbesser (Helenę Mirską) oraz jej córkę. 
Po wojnie przez krótki okres pracował jako redaktor „Życia Robotniczego”. 
W 1985 r. Tadeusz Bilewicz wszedł w skład zarządu Polskiego Towarzystwa Sprawiedliwych wśród Narodów Świata. 
24 grudnia 1979 r. Instytut Jad Waszem uhonorował Tadeusza Bilewicza medalem „Sprawiedliwy wśród Narodów Świata”. 